# ادیسون (روستا)، نیویورک
ادیسون (روستا)، نیو یورک (به انگلیسی: Addison (village), New York) در ایالات متحده آمریکا است که در ایالت نیویورک واقع شده‌است.

## خصوصیات
ادیسون ۴٫۹ کیلومترمربع مساحت و ۱٬۷۶۳ نفر جمعیت دارد و ۳۰۴ متر بالاتر از سطح دریا واقع شده‌است.